# Federația Togoleză de Fotbal
Federația Togoleză de Fotbal este forul ce guvernează fotbalul în Togo. Din 2005 președintele ei este Rock Balakiyem Gnassingbe. În 2006, Echipa națională de fotbal a Togoului a participat pentru prima oară la Campionstul Mondial de Fotbal  din Germania, dar nu a câștigat niciun punct. 